# درابة حادة الثمار
درابة حادة الثمار (الاسم العلمي: Draba oxycarpa) هي نوع من النباتات تتبع جنس الدرابة من الفصيلة الكرنبية.